# Podul din San Martin

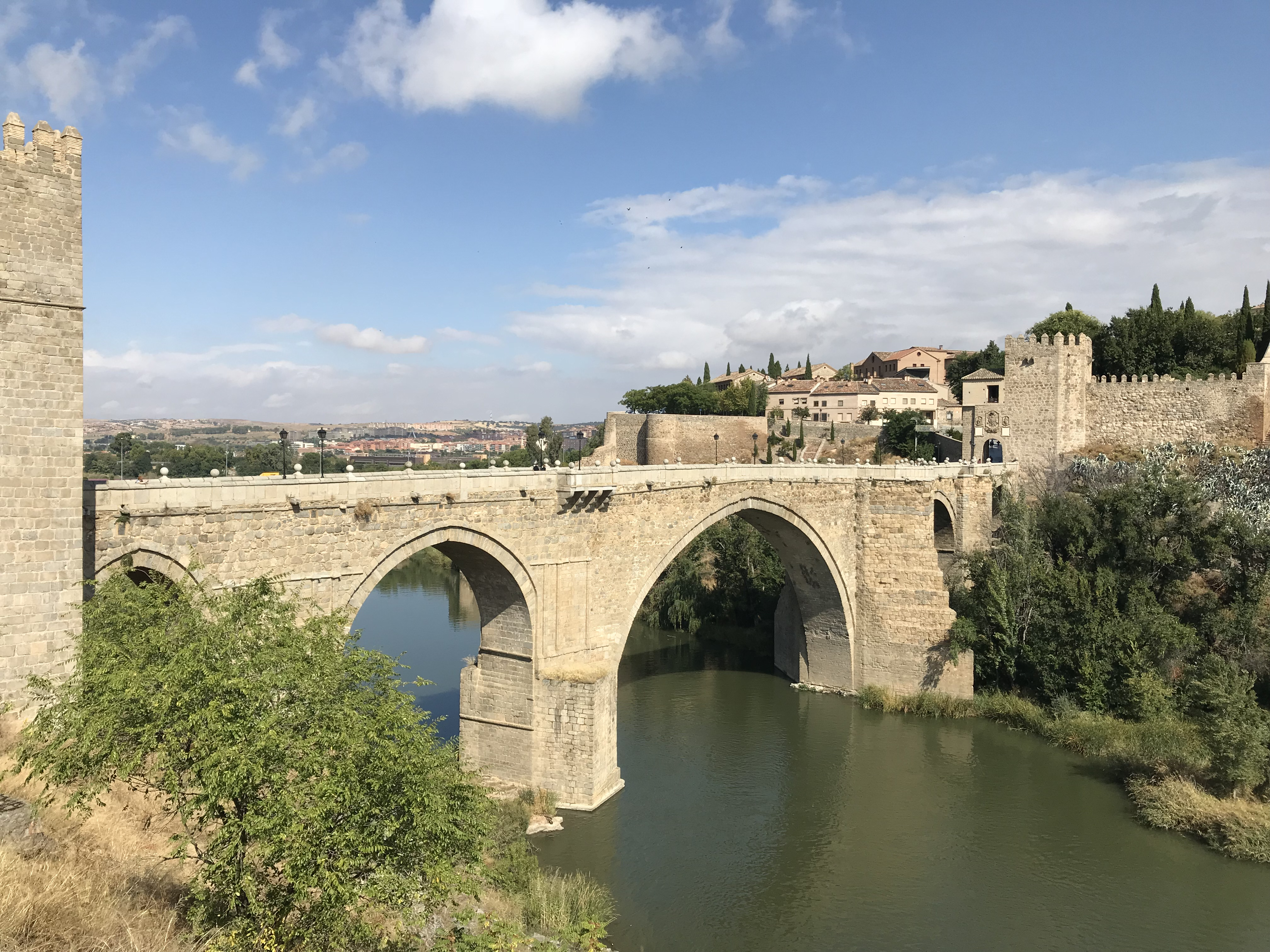
Podul de San Martín

Pod medieval situat în zona de vest a orașului Toledo de unde se poate avea o priveliște bună spre oraș. A fost construit de arhiepiscopul Pedro Tenorio în sec. XIV, și cel care a dat forma lui definitivă de cinci arcuri și doua turnuri hexagonale la ambele extreme ale podului. În timpul domniei regelui Carol al II-lea al Spaniei a fost modificat, lățind intrările și un secol mai târziu au fost pavate. De la cele două reforme ne rămâne o inscripție în interiorul turnului de intrare, cu scutul imperial străjuit de doi regi așezați.